# Unterfeuer Bremerhaven
Das Unterfeuer Bremerhaven (amtlich: Bremerhaven Unterfeuer) ist einer von zwei Leuchttürmen der Richtfeuerlinie Bremerhaven. Gemeinsam mit dem Bremerhaven Oberfeuer, dem Simon-Loschen-Leuchtturm, weist das Unterfeuer den aus Richtung Bremen kommenden, weserabwärts fahrenden Schiffen den Weg.

## Lage
Der Leuchtturm Bremerhaven Unterfeuer steht am Willy-Brandt-Platz in Bremerhaven-Mitte direkt neben dem Zoo am Meer. Der Leuchtturm wird aufgrund seiner ungewöhnlichen Architektur häufig als „Minarett“ oder „Zwiebelturm“ bezeichnet.

## Geschichte
Der ursprünglich 22,40 Meter hohe, runde Turm wurde im Jahr 1893 nach den Plänen des Bremerhavener Hafenbaudirektors Rudolf Rudloff (1851–1922) auf der Südmole der Schleuse zum Neuen Hafen in mit Stahlplatten verkleideter Stahlskelettbauweise erbaut. Seither dient er als Unterfeuer der Richtfeuerlinie Bremerhaven. Im Jahr 1992 wurde er von seinem ursprünglichen Platz um 56 Meter wegversetzt, hin zu seinem heutigen Standort an der Seebäderkaje, damit sein Licht nicht mehr von Schiffen verdeckt werden konnte. Dabei wurde der Turm auf 26 Meter erhöht.
Das Leuchtfeuer des Turms befindet sich im oberen weißen Bereich in einer Höhe von 21 Metern über mittlerem Hochwasser. Nachdem er anfänglich mit Petroleum und später mit Gas betrieben wurde, sorgt seit 1925 ein Scheinwerfer für das nötige Licht. 1942 wurde der Betrieb des Leuchtfeuers automatisiert.
Das Bauwerk steht seit 1978 unter Denkmalschutz.

## Heutige Funktion

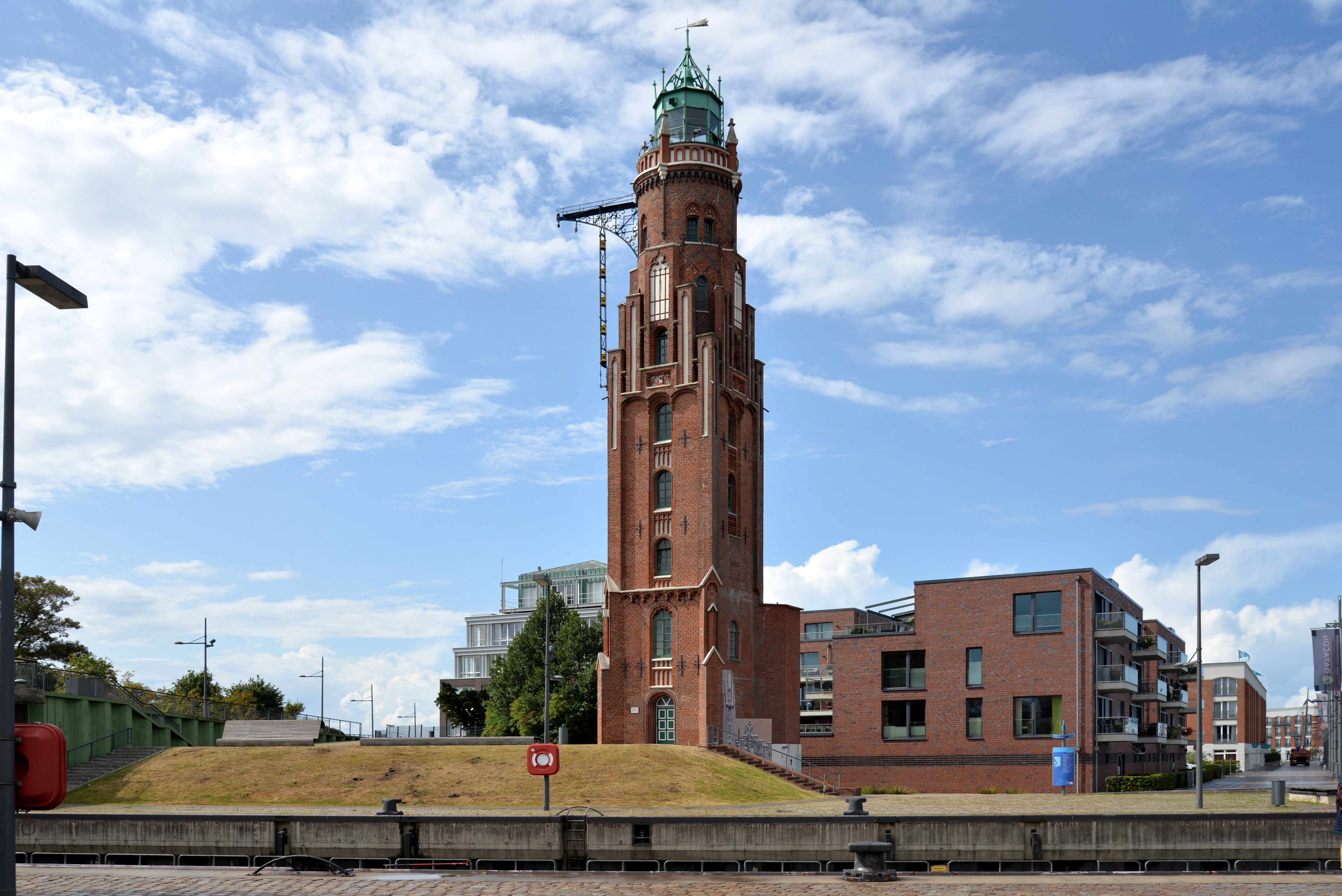
Bremerhavener Oberfeuer

Das Bremerhaven Unterfeuer sorgt gemeinsam mit dem Oberfeuer etwa 200 Meter nördlich für Sicherheit auf der weseraufwärts gerichteten Linie. Beide Feuer leuchten synchron („gleichgängig“) im Gleichtakt (ISO 4s), zwei Sekunden an, zwei Sekunden aus.

## Philatelistisches
In der Briefmarkenserie Leuchttürme gab die Deutsche Post AG ein Postwertzeichen im Nennwert von 70 Eurocent mit dem Motiv des Unterfeuers Bremerhaven heraus. Der Entwurf stammt von Johannes Graf aus Dortmund. Erstausgabetag war der 8. Juni 2017.